# Cheminot
Cheminot là một xã trong vùng Grand Est, thuộc tỉnh Moselle, quận Metz-Campagne, tổng Verny. Tọa độ địa lý của xã là 48° 56' vĩ độ bắc, 06° 08' kinh độ đông. Cheminot nằm trên độ cao trung bình là 180 mét trên mực nước biển, có điểm thấp nhất là 172 mét và điểm cao nhất là 255 mét. Xã có diện tích 11,5 km², dân số vào thời điểm 1999 là 535 người; mật độ dân số là 46 người/km². Xã nằm khoảng 20 km về phía nam của Metz; thuộc Pháp từ năm 1552.

## Thông tin nhân khẩu
| 1962 | 1968 | 1975 | 1982 | 1990 | 1999 |
| ---- | ---- | ---- | ---- | ---- | ---- |
| 306  | 344  | 386  | 490  | 507  | 535  |